# تايلر غودت
تايلر غودت هو لاعب هوكي الجليد كندي، ولد في 4 أبريل 1993 في هاميلتون في كندا.

## وصلات خارجية
- تايلر غودت على موقع دوري الهوكي الوطني (الإنجليزية)
- تايلر غودت على موقع EliteProspects.com (الإنجليزية)
- تايلر غودت على موقع HockeyDB.com (الإنجليزية)
- تايلر غودت على موقع Hockey-Reference.com (الإنجليزية)